# Drosophila hypocausta
Drosophila hypocausta este o specie de muște din genul Drosophila, familia Drosophilidae, descrisă de Osten Sacken în anul 1882. Conform Catalogue of Life specia Drosophila hypocausta nu are subspecii cunoscute.